# NGC 1577
NGC 1577 je galaksija u zviježđu Eridanu.

## Vanjske poveznice
- SEDS: NGC 1577